# Дом поэта А. Н. Майкова
Дом поэта А. Н. Майкова — памятник архитектуры, расположенный в городе Москве.

## История
Здание возведено между 1780—1790 годами в архитектурном стиле классицизма.
Во время Московского пожара 1812 года особняк сильно пострадал. В 1820‑е годы он был полностью восстановлен. Предположительно, со времён строительства здания сохранились две каменные палаты. В таком ампирном облике архитектурное сооружение с некоторыми незначительными изменениями сохранилось до настоящего времени.
В 1838—1906 годах имением владел дворянский род Майковых, к числу которых относится и поэт Аполлон Николаевич Майков.
Во второй половине XIX века усадьба была окружена постройками со стороны сада. В 1908 году здание претерпевает очередную реконструкцию, в ходе которой был изменён первый этаж. Тогда же в здании появились магазины и арендуемые помещения.
После Октябрьской революции в усадьбе располагалась районная больница. Во времена СССР вновь изменяется планировка особняка.
С 2006 года здание арендуется юридической фирмой «Городисский и партнёры», которая проводила в доме реставрационные работы. В 2006—2009 годы в ходе реставрации был воссоздан облик памятника начала XIX века с элементами эпохи строительства здания.
Во время реставрации здание было поднято на первоначальную высоту цоколя — около 80 см. Именно на такую глубину дом «врос» в культурный слой. Зданию возвращена геометрия, восстановлены: фасадный декор, камины, расстекловка того времени. Проект сложного восстановления памятника истории, как образец, вошел в Сборник 100 примеров успешной научной реставрации XXI века «Москва, которая есть».
Дом поэта А. Н. Майкова является одним из объектов культурного наследия федерального значения.

## Архитектура
Фасад здания разделён лопатками на 10 частей. В центре усадьбы выделяется фронтон. Оконные проемы украшает лепнина — медальоны с лентами и образами Медузы Горгоны. Считалось, что образ Медузы Горгоны на доме обратит в камень врагов и гостей-недоброжелателей.

## Судебные споры с реставраторами
С 2006 года здание сдаётся в аренду компании «Городисский и партнёры», которая на свои средства проводила в доме реставрационные работы. В 2020 году развернулся спор вокруг арендуемого дома между компанией «Городисский и партнёры» и «Дом. РФ». В 2006 году компания «Городисский и партнёры» арендовала до 2028 года данный архитектурный объект, находившийся до весны 2019 года в оперативном управлении у ФГБУК АУИПИК. В 2009 году арендатор завершил реставрацию объекта. В 2020-м «Дом. РФ» через суд попытался досрочно расторгнуть договор аренды. В «Дом. РФ» подтвердили подачу иска, добавив, что до этого была безрезультатная попытка во внесудебном порядке расторгнуть договор по соглашению сторон. Там напомнили, что в 2019 году специальная правительственная комиссия решила передать «Дом. РФ» ряд федеральных объектов, включая особняк Майкова, для дальнейшей реализации на открытых торгах.